# Campanula lactiflora
Campanula lactiflora és una espècie de la família de les Campanulàcies, endèmica de la Regió Caucàsica. És una planta herbàcia que es troba en sòls drenats, calcaris i alcalins.

## Galeria

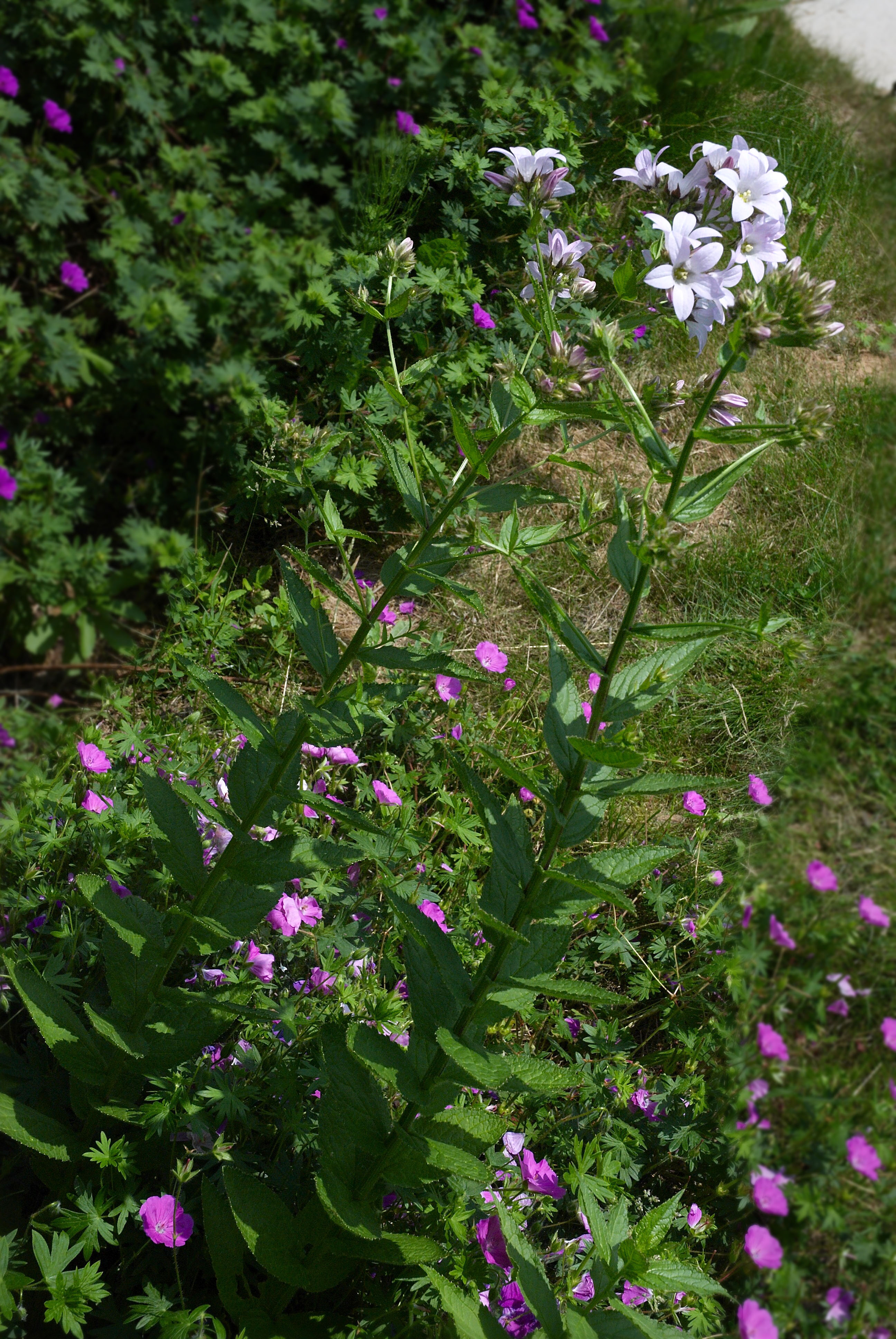
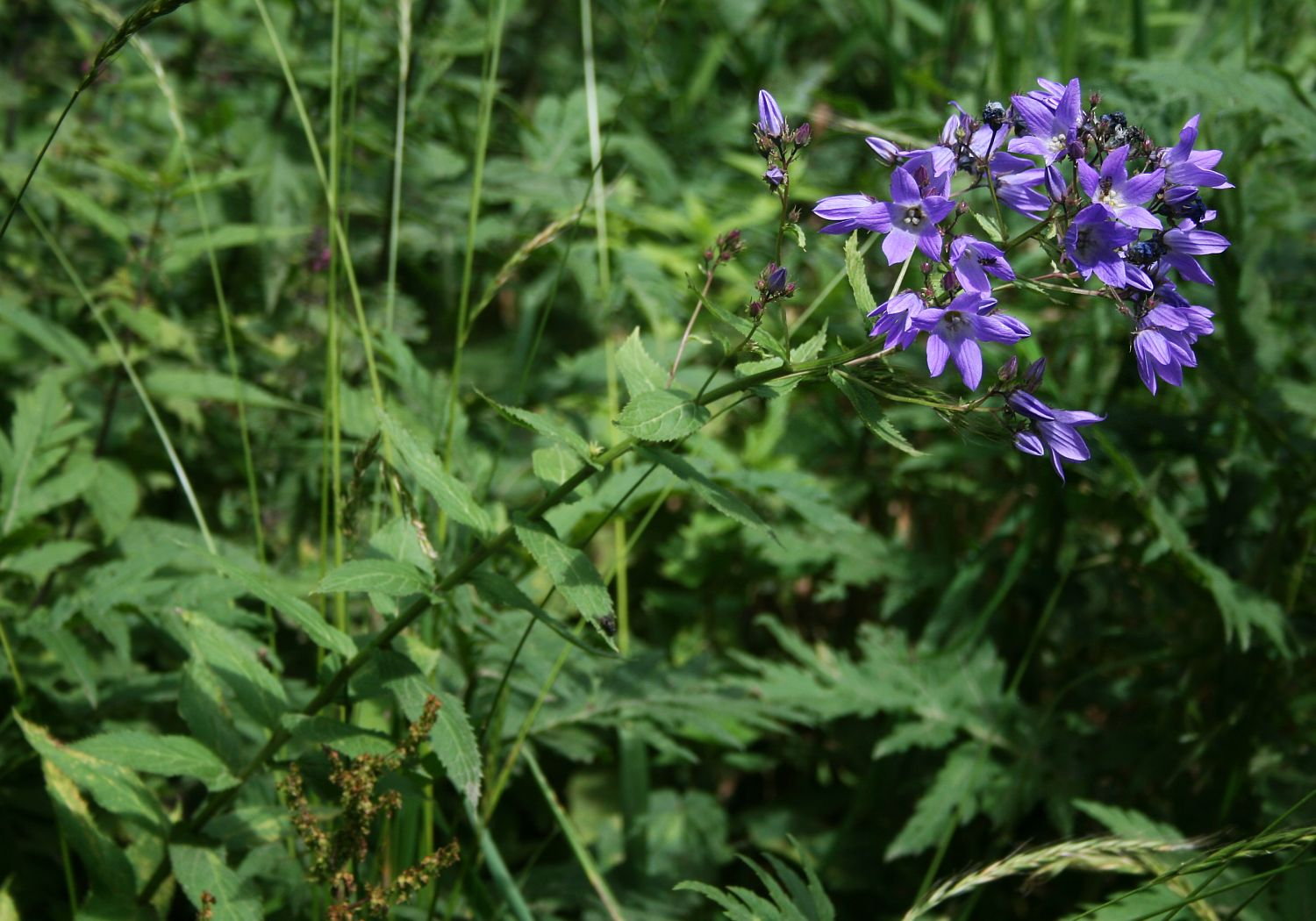
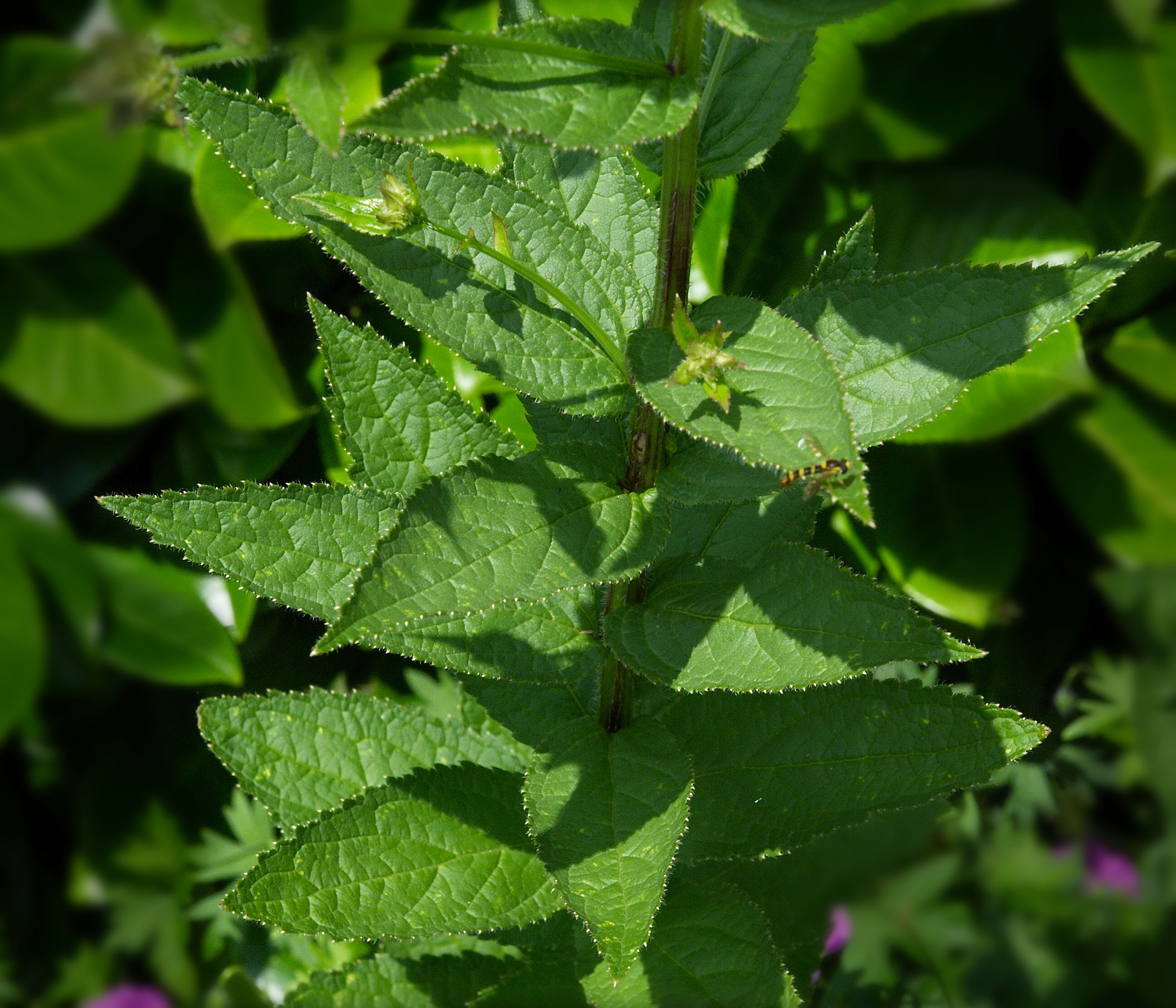
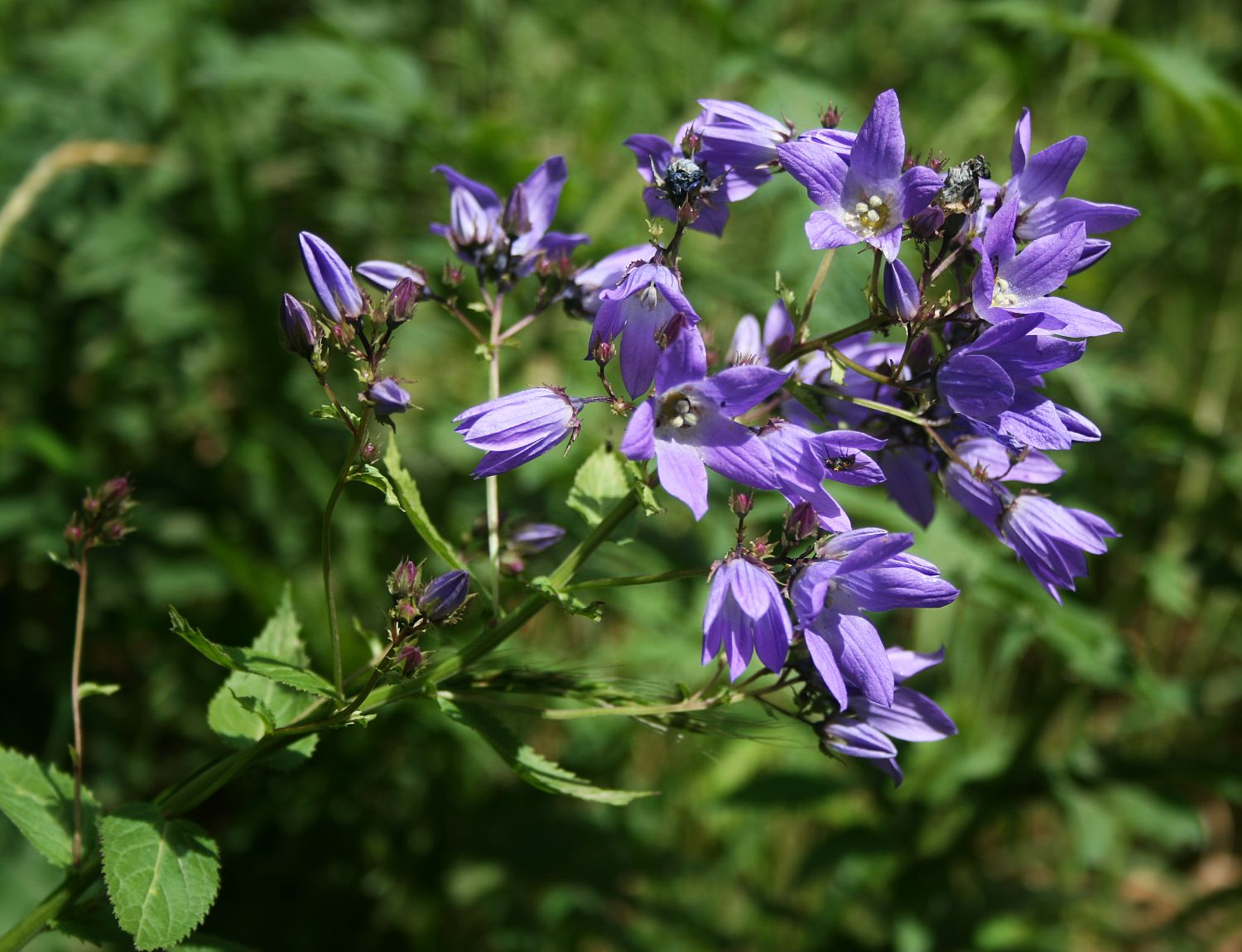
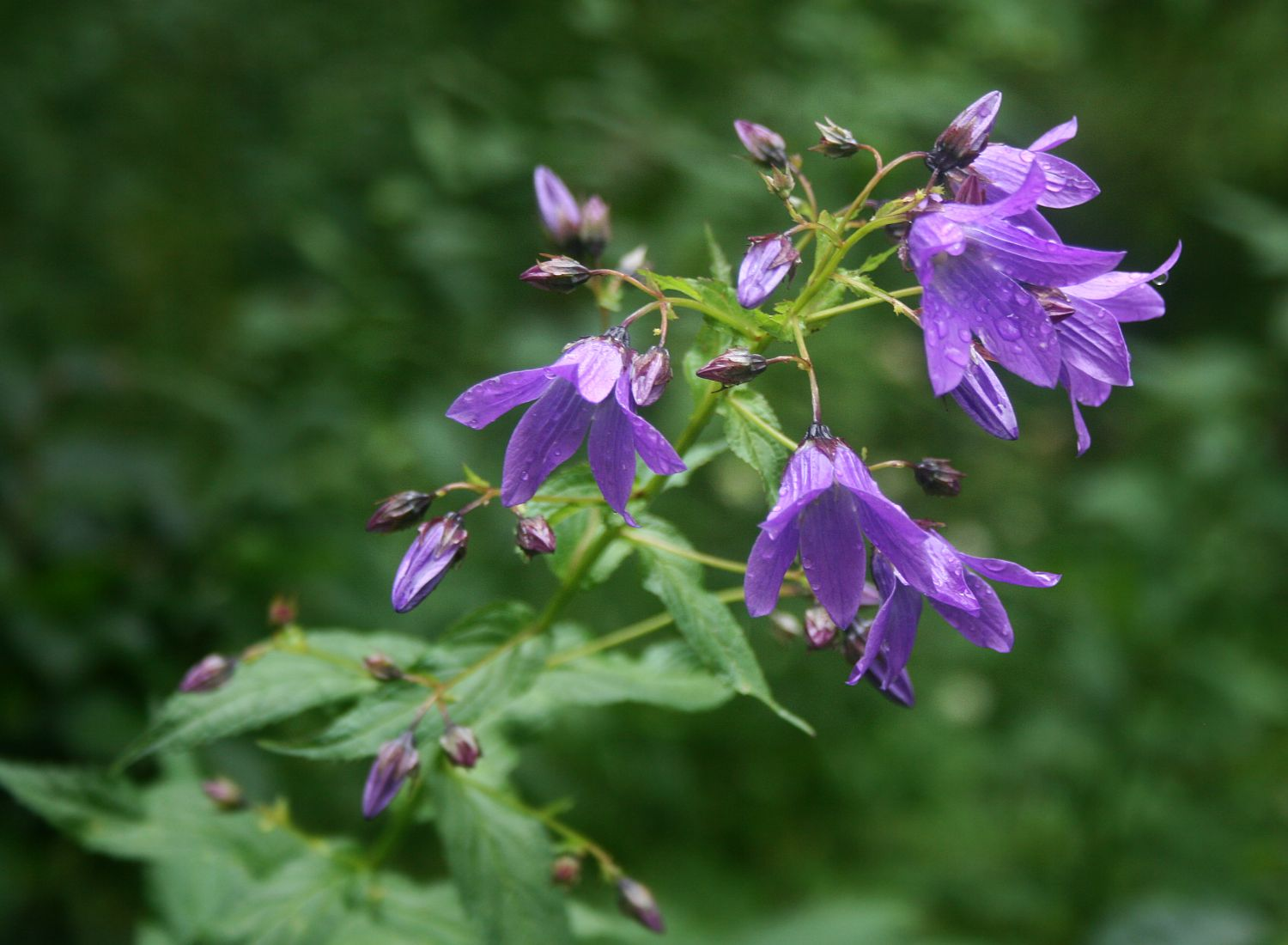
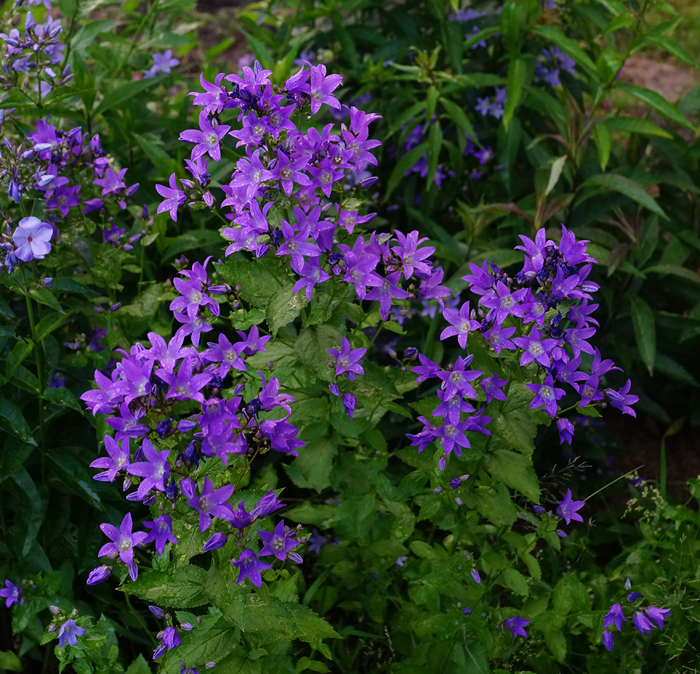
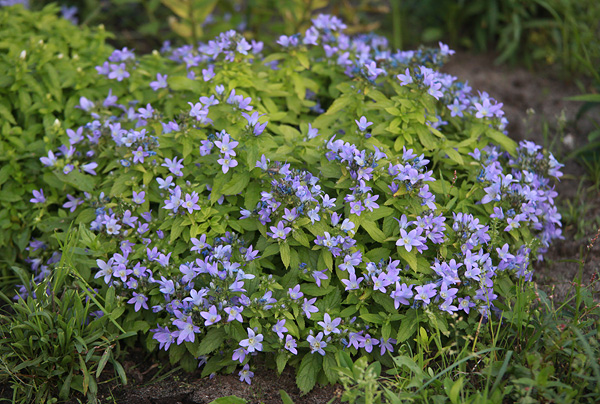